# Glipa lottini
Glipa lottini es una especie de coleóptero de la familia Mordellidae.